# 戴维·弗洛伦斯
戴维·弗洛伦斯（David Florence，1982年8月8日—）英國輕艇激流運動員，從2000年初開始參加輕艇運動。他曾參加2008年、2012年和2016年三屆奧運，共獲得一枚單人划艇銀牌和兩枚雙人划艇銀牌。